# Некрасов Борис Володимирович (письменник)
Бори́с Володи́мирович Некра́сов (*23 лютого 1920, Рязань — †10 жовтня 1978) — російський письменник.

## Біографія
Батько Бориса Некрасова — Володимир Мойсейович — служив у Червоній армії офіцером. А до революції 1917 року він був відомий численними публікаціями під псевдонімом Володимир Волженін як письменник-сатирик.
Мати Бориса — Євгенія Павлівна — працювала вчителькою російської мови та літератури. Вона походила з дворянського роду.
1922 року, коли Борису було два роки, сім'я з Рязані переїхала на постійне місце проживання в Петроград. Тут Борис навчався в Третій школі Виборзької сторони (пізніше це була середня школа № 104). Після закінчення школи він вступив на акторський факультет Театрального інституту в клас Леоніда Федоровича Макар'єва. Коли 1939 року розпочалася радянсько-фінська війна, Борис Некрасов з останнього курсу добровольцем пішов на фронт.

## Видані книги
- Факсимиле: Пьеса. — Хабаровск, 1951.
- Ветер в лицо: Рассказы. — Магадан, 1955.
- Встречь солнца: Повесть. — Магадан, 1962.
- Горят костры: Стихи, поэма. — Магадан, 1963.
- Просто металл: Роман. — Магадан, 1968.
- Там, где рождается утро: Стихи. — Магадан, 1969.
- Гранитная летопись: Памятники боевой славы в городе Ленинграде. — Ленинград, 1971.
- От костра до костра: Стихи, поэмы. — Ленинград, 1972.
- Пересекая океан: Стихи. — Ленинград, 1976.
- Привала не будет: Стихи, поэмы. — Ленинград, 1981.
- Концерт для мам: Стихи. — Москва, 1982.